# Marcella Detroit
Pour les articles homonymes, voir Detroit.
Marcella Detroit (née Marcella Levy le 21 juin 1952) est une chanteuse, actrice, guitariste et compositrice américaine. 
Elle a co-écrit le tube Lay Down Sally (en) d'Eric Clapton en 1977 et a sorti son premier album, Marcella en 1982. Elle a rejoint Shakespears Sister en 1988 avec Siobhan Fahey, ex-membre du Bananarama. Leurs deux premiers albums, Sacred Heart (1989) et Hormonally Yours (1992), ont tous deux atteint le top 10 du classement britannique des albums. Marcella Detroit est la chanteuse soliste de leur plus grand succès, Stay, qui a passé huit semaines consécutives au numéro 1 du UK Singles Chart en 1992,. Marcella Detroit a quitté le groupe en 1993 et a figuré dans le top 20 britannique avec I Believe en 1994. Elle a formé le groupe Marcy Levy en 2002 et a terminé troisième de la série ITV 2010 Popstar to Operastar.

## Vie privée
Detroit est mariée à Lance Aston (ancien membre de Prima Donna (en) et frère de Jay Aston, vedette de Bucks Fizz). Ils ont un fils, Maxwell, né en 1991.

## Discographie
- Marcella (1982)
- Ballerina (1985)[6] (Dianne Reeves, Marcy Levy)
- Jewel (1994)
- Feeler (1996)
- Dancing Madly Sideways (2001)
- The Vehicle (2013)
- For the Holidays (2013)
- Gray Matterz (2015)

## Filmographie
| Année | Titre                                 | Rôle                     | Remarques                 |
| ----- | ------------------------------------- | ------------------------ | ------------------------- |
| 1976  | Sgt. Pepper's Lonely Hearts Club Band | Our Guests at Heartland  | Créditée comme Marcy Levy |
| 1990  | Beyond the Groove                     | Musicien / Auto-stoppeur | 1 épisode                 |
| 1996  | Absolutely Fabulous                   | ange                     | 2 épisodes                |
| 1998  | This Town                             | Tracy Landau             | Le rôle principal         |